# Didikond
Didikond (armeniska: Դիդիկոնդ) är ett berg i Armenien. Det ligger i provinsen Aragatsotn, i den västra delen av landet, 19 kilometer nordväst om huvudstaden Jerevan. Toppen på Didikond är 1 120 meter över havet, eller 79 meter över den omgivande terrängen. Bredden vid basen är 1,1 km.
Terrängen runt Didikond är kuperad norrut, men söderut är den platt. Runt Didikond är det ganska tätbefolkat, med 75 invånare per kvadratkilometer.. Närmaste större samhälle är huvudstaden Jerevan, 18,6 kilometer sydost om Didikond. 
Trakten runt Didikond består till största delen av jordbruksmark.